# Hymenodontopsis bifaria
Hymenodontopsis bifaria là một loài rêu trong họ Rhizogoniaceae. Loài này được (Hook.) N. E. Bell, A.E. Newton & D. Quandt mô tả khoa học đầu tiên năm 2007.